# Кубок России по волейболу среди женщин 2015
23-й розыгрыш Кубка России по волейболу среди женских команд памяти Гиви Ахвледиани проходил с 18 ноября по 3 декабря 2015 года с участием 12 команд (11 представителей суперлиги и один — высшей лиги «А»). Победителем турнира в 3-й раз в своей истории и во 2-й раз подряд стало краснодарское «Динамо».

## Формула розыгрыша
Розыгрыш состоял из двух этапов — предварительного и финального. За победы со счётом 3:0 и 3:1 команды получали — по 3 очка, за победы 3:2 — по 2, за поражения 2:3 — по одному, за поражения 0:3 и 1:3 очки не начислялись.

## Предварительный этап
Матчи проводились в четырёх группах, в которых команды играли в один круг. В финальный этап вышли победители групповых турниров.

### Группа 1
Посёлок Зеркальный Ленинградской области
| М | Команда                         | 1   | 2   | 3   | И | В | П | С/П | О |
| - | ------------------------------- | --- | --- | --- | - | - | - | --- | - |
| 1 | «Динамо-Казань» (Казань)        |     | 3:1 | 3:0 | 2 | 2 | 0 | 6:1 | 6 |
| 2 | «Ленинградка» (Санкт-Петербург) | 1:3 |     | 3:1 | 2 | 1 | 1 | 4:4 | 3 |
| 3 | «Метар» (Челябинск)             | 0:3 | 1:3 |     | 2 | 0 | 2 | 1:6 | 0 |

18 ноября: Ленинградка — Метар 3:1 (25:16, 23:25, 25:15, 25:18).
19 ноября: Динамо-Казань — Метар 3:0 (25:18, 25:16, 25:11).
20 ноября: Динамо-Казань — Ленинградка 3:1 (22:25, 25:20, 25:18, 25:17).

### Группа 2
Саратов
| М | Команда                        | 1   | 2   | 3   | И | В | П | С/П | О |
| - | ------------------------------ | --- | --- | --- | - | - | - | --- | - |
| 1 | «Динамо» (Москва)              |     | 3:2 | 3:0 | 2 | 2 | 0 | 6:2 | 5 |
| 2 | «Протон» (Саратовская область) | 2:3 |     | 3:0 | 2 | 1 | 1 | 5:3 | 4 |
| 3 | «Воронеж» (Воронеж)            | 0:3 | 0:3 |     | 2 | 0 | 2 | 0:6 | 0 |

18 ноября: Протон — Воронеж 3:0 (25:22, 25:21, 25:18).
19 ноября: Динамо (М) — Протон 3:2 (22:25, 23:25, 25:14, 25:15, 16:14).
20 ноября: Динамо (М) — Воронеж 3:0 (26:24, 25:19, 25:17).

### Группа 3
Екатеринбург
| М | Команда                                | 1   | 2   | 3   | И | В | П | С/П | О |
| - | -------------------------------------- | --- | --- | --- | - | - | - | --- | - |
| 1 | «Северянка» (Череповец)                |     | 3:2 | 3:0 | 2 | 2 | 0 | 6:2 | 5 |
| 2 | «Омичка» (Омск)                        | 2:3 |     | 3:1 | 2 | 1 | 1 | 5:4 | 4 |
| 3 | «Уралочка-НТМК» (Свердловская область) | 0:3 | 1:3 |     | 2 | 0 | 2 | 1:6 | 0 |

18 ноября: Северянка — Омичка 3:2 (25:23, 18:25, 25:19, 21:25, 15:12).
19 ноября: Омичка — Уралочка-НТМК 3:1 (15:25, 27:25, 25:15, 25:21).
20 ноября: Северянка — Уралочка-НТМК 3:0 (25:18, 25:18, 25:18).

### Группа 4
Анапа
| М | Команда                                 | 1   | 2   | 3   | И | В | П | С/П | О |
| - | --------------------------------------- | --- | --- | --- | - | - | - | --- | - |
| 1 | «Динамо» (Краснодар)                    |     | 3:0 | 3:1 | 2 | 2 | 0 | 6:1 | 6 |
| 2 | «Заречье-Одинцово» (Московская область) | 0:3 |     | 3:1 | 2 | 1 | 1 | 3:4 | 3 |
| 3 | «Енисей» (Красноярск)                   | 1:3 | 1:3 |     | 2 | 0 | 2 | 1:6 | 0 |

18 ноября: Динамо (Кр) — Енисей 3:1 (25:18, 23:25, 25:17, 25:18).
19 ноября: Динамо (Кр) — Заречье-Одинцово 3:0 (25:16, 25:14, 28:26).
20 ноября: Заречье-Одинцово — Енисей 3:1 (22:25, 25:20, 25:10, 25:18).

## Финал четырёх
2—3 декабря 2015. Москва
Участники: 
«Динамо-Казань» (Казань)
«Динамо» (Москва)
«Динамо» (Краснодар)
«Северянка» (Череповец)

### Полуфинал
2 декабря
«Динамо-Казань» (Казань) — «Динамо» (Москва)
3:2 (25:21, 25:22, 22:25, 17:25, 19:17).
«Динамо» (Краснодар) — «Северянка» (Череповец)
3:1 (25:11, 20:25, 25:20, 25:22).

### Матч за 3-е место
3 декабря
«Динамо» (Москва) — «Северянка» (Череповец)
3:0 (25:18, 25:14, 25:16).

### Финал
| 3 декабря 2015 | \| «Динамо» Краснодар \| 3:1 \| «Динамо-Казань» Казань \| \| Марина Марюхнич (9) Любовь Соколова (12) Татьяна Кошелева (23) Ирина Филиштинская (1) Наталья Малых (19) Анастасия Самойленко (8) Светлана Крючкова (л) Наталья Ходунова (1) Светлана Сурцева \| Голы \| Мария Бородакова (6) Елена Гендель (12) Екатерина Гамова (1) Евгения Старцева (6) Антонелла Дель Коре (6) Элица Василева (16) Елена Ежова (л) Виктория Кузякина (л) Дарья Столярова (20) Ирина Малькова Виктория Чаплина Анна Матиенко Анна Мельникова (1) \| | Москва УСК «Дружба» |
| Счёт по партиям — 25:21, 19:25, 25:22, 25:16. Время матча — 1 час 47 минут. Судьи: Александр Пашкевич (Москва), Сергей Бухало (Тверь).                                                        | | |
| «Динамо» Краснодар | 3:1 | «Динамо-Казань» Казань |
| Марина Марюхнич (9) Любовь Соколова (12) Татьяна Кошелева (23) Ирина Филиштинская (1) Наталья Малых (19) Анастасия Самойленко (8) Светлана Крючкова (л) Наталья Ходунова (1) Светлана Сурцева | Голы | Мария Бородакова (6) Елена Гендель (12) Екатерина Гамова (1) Евгения Старцева (6) Антонелла Дель Коре (6) Элица Василева (16) Елена Ежова (л) Виктория Кузякина (л) Дарья Столярова (20) Ирина Малькова Виктория Чаплина Анна Матиенко Анна Мельникова (1) |

### Итоги

#### Положение команд
| «Динамо» (Краснодар)       |
| «Динамо-Казань» (Казань)   |
| «Динамо» (Москва)          |
| 4. «Северянка» (Череповец) |

#### Призёры
«Динамо» (Краснодар): Екатерина Ефимова, Марина Марюхнич, Любовь Соколова, Светлана Крючкова, Мария Бибина, Наталья Ходунова, Екатерина Кривец, Татьяна Кошелева, Ирина Филиштинская, Александра Пасынкова, Светлана Сурцева, Наталья Малых, Анастасия Самойленко. Главный тренер — Константин Ушаков.
 «Динамо-Казань» (Казань): Мария Бородакова, Елена Ежова, Ирина Малькова, Виктория Чаплина, Анна Матиенко, Виктория Кузякина, Елена Гендель, Екатерина Гамова, Евгения Старцева, Екатерина Уланова, Антонелла дель Коре, Анна Мельникова, Элица Василева, Дарья Столярова (Исаева). Главный тренер — Ришат Гилязутдинов.
 «Динамо» Москва: Юлия Морозова, Анастасия Бавыкина, Анна Малова, Анастасия Маркова, Яна Щербань, Екатерина Раевская (Романенко), Наталия Обмочаева, Вера Ветрова, Екатерина Косьяненко, Екатерина Любушкина, Ирина Фетисова, Анна Лазарева, Фернанда Гарай Родригис (Фе Гарай), Регина Мороз. Главный тренер — Юрий Панченко.